# Torfi Bryngeirsson
Torfi Bryngeirsson (ur. 11 listopada 1926 w Búastaðar, zm. 16 lipca 1995 w Reykjavíku) – islandzki lekkoatleta, który specjalizował się w skoku w dal oraz w skoku o tyczce.
W 1948 oraz w 1952 roku bez powodzenia startował w konkursie tyczkarzy podczas igrzysk olimpijskich. W 1950 oraz 1954 odpadał w kwalifikacjach mistrzostw Europy w skoku o tyczce. Największy sukces osiągnął w skoku w dal gdy zdobył złoty medal mistrzostw Europy w 1950 – oddał wówczas skok na odległość 7,32. Rekord życiowy: skok o tyczce – 4,35 (1952).